# Zahajra
Zahajra (ar. ظهيرة) – wieś położona w jednostce administracyjnej Kada Tyr, w Dystrykcie Południowym w Libanie.

## Położenie
Wioska Zahajra jest położona na wysokości 390 metrów n.p.m. na północnych zboczach grzbietu górskiego, którym przebiega granica libańsko-izraelska. Okoliczne wzgórza są w większości zalesione. Teren opada w kierunku północno-zachodnim ku wybrzeżu Morza Śródziemnego. W otoczeniu Zahajry leżą wioski Butajszijja, Tair Harfa, Dżebbain i Jarin. Po stronie izraelskiej są położone kibuc Adamit oraz arabska wioska Aramisza.

### Podział administracyjny
Zahajra jest położona w jednostce administracyjnej Kada Tyr, w Dystrykcie Południowym Libanu.

## Gospodarka
Lokalna gospodarka opiera się na rolnictwie.